# Attalea minarum
Attalea minarum är en enhjärtbladig växtart som först beskrevs av Balick, A.B.Anderson och Med.-costa, och fick sitt nu gällande namn av Scott Zona. Attalea minarum ingår i släktet Attalea och familjen Arecaceae. Inga underarter finns listade i Catalogue of Life.